# Pathé Ciss
Pathé Ismaël Ciss (Dakar, 16 marzo 1994) è un calciatore senegalese, centrocampista del Rayo Vallecano e della nazionale senegalese.

## Carriera

### Club
Dopo aver giocato nel settore giovanile della Dinamo Zagabria esordisce tra i professionisti nel suo Paese di origine, con il Diambars, prima di firmare un contratto con i portoghesi dell'União Madeira il 31 luglio 2017.
Esordisce il 13 agosto 2017, subentrando a Gonçalo Abreu nella vittoria in casa per 2-0 sul Real SC. Segna il suo primo gol il 29 ottobre successivo, realizzando l'unica rete della sua squadra nella vittoria in casa contro l'Oliveirense.
Il 30 agosto 2018, dopo la retrocessione dell'União, viene girato in prestito al Famalicão, sempre in seconda divisione, con il quale firma un contratto annuale. Chiude la stagione realizzando quattro gol, contribuendo al ritorno della squadra in Primeira Liga dopo 25 anni di assenza.
Il 2 settembre 2019 viene ceduto a titolo temporaneo agli spagnoli del Fuenlabrada, firmando un contratto di un anno. Il 13 luglio successivo, viene riscattato dal club, con il quale prolunga il suo contratto fino al 2023.
Il 28 luglio 2021 viene acquistato a titolo definitivo dal Rayo Vallecano.

### Nazionale
Nel 2022 ha esordito in nazionale; nel 2023 ha partecipato alla Coppa d'Africa.

## Statistiche

### Presenze e reti nei club
Statistiche aggiornate al 21 agosto 2023.
| Stagione           | Squadra            | Campionato         | Campionato | Campionato | Coppe nazionali | Coppe nazionali | Coppe nazionali | Coppe continentali | Coppe continentali | Coppe continentali | Altre coppe | Altre coppe | Altre coppe | Totale | Totale |
| Stagione           | Squadra            | Comp               | Pres       | Reti       | Comp            | Pres            | Reti            | Comp               | Pres               | Reti               | Comp        | Pres        | Reti        | Pres   | Reti   |
| ------------------ | ------------------ | ------------------ | ---------- | ---------- | --------------- | --------------- | --------------- | ------------------ | ------------------ | ------------------ | ----------- | ----------- | ----------- | ------ | ------ |
| 2017-2018          | União Madeira      | SL                 | 31         | 2          | CP+CdL          | 0+3             | 0+0             |                    | -                  | -                  |             | -           | -           | 34     | 2      |
| 2018-2019          | Famalicão          | SL                 | 28         | 4          | CP+CdL          | 0+0             | 0+0             |                    | -                  | -                  |             | -           | -           | 28     | 4      |
| 2019-2020          | Fuenlabrada        | SD                 | 20         | 3          | CR              | 2               | 0               |                    | -                  | -                  |             | -           | -           | 22     | 3      |
| 2020-2021          | Fuenlabrada        | SD                 | 30         | 3          | CR              | 1               | 0               |                    | -                  | -                  |             | -           | -           | 31     | 3      |
| Totale Fuenlabrada | Totale Fuenlabrada | Totale Fuenlabrada | 50         | 6          |                 | 3               | 0               |                    | -                  | -                  |             | -           | -           | 53     | 6      |
| 2021-2022          | Rayo Vallecano     | PD                 | 31         | 2          | CR              | 5               | 1               |                    | -                  | -                  |             | -           | -           | 36     | 3      |
| 2022-2023          | Rayo Vallecano     | PD                 | 32         | 1          | CR              | 1               | 0               |                    | -                  | -                  |             | -           | -           | 32     | 2      |
| 2023-2024          | Rayo Vallecano     | PD                 | 2          | 1          | CR              | 0               | 0               |                    | -                  | -                  |             | -           | -           | 2      | 1      |
| Totale carriera    | Totale carriera    | Totale carriera    | 174        | 16         |                 | 12              | 1               |                    | -                  | -                  |             | -           | -           | 185    | 18     |

### Cronologia presenze e reti in nazionale
| Cronologia completa delle presenze e delle reti in nazionale ― Senegal | Cronologia completa delle presenze e delle reti in nazionale ― Senegal | Cronologia completa delle presenze e delle reti in nazionale ― Senegal | Cronologia completa delle presenze e delle reti in nazionale ― Senegal | Cronologia completa delle presenze e delle reti in nazionale ― Senegal | Cronologia completa delle presenze e delle reti in nazionale ― Senegal | Cronologia completa delle presenze e delle reti in nazionale ― Senegal | Cronologia completa delle presenze e delle reti in nazionale ― Senegal |
| Data                                                                   | Città                                                                  | In casa                                                                | Risultato                                                              | Ospiti                                                                 | Competizione                                                           | Reti                                                                   | Note                                                                   |
| ---------------------------------------------------------------------- | ---------------------------------------------------------------------- | ---------------------------------------------------------------------- | ---------------------------------------------------------------------- | ---------------------------------------------------------------------- | ---------------------------------------------------------------------- | ---------------------------------------------------------------------- | ---------------------------------------------------------------------- |
| 24-9-2022                                                              | Orléans                                                                | Bolivia                                                                | 0 – 2                                                                  | Senegal                                                                | Amichevole                                                             | -                                                                      | 64’                                                                    |
| 25-11-2022                                                             | Doha                                                                   | Qatar                                                                  | 1 – 3                                                                  | Senegal                                                                | Mondiali 2022 - 1º turno                                               | -                                                                      | 64’ 87’                                                                |
| 29-11-2022                                                             | Doha                                                                   | Ecuador                                                                | 1 – 2                                                                  | Senegal                                                                | Mondiali 2022 - 1º turno                                               | -                                                                      | 74’                                                                    |
| 4-12-2022                                                              | Al Khor                                                                | Inghilterra                                                            | 3 – 0                                                                  | Senegal                                                                | Mondiali 2022 - Ottavi di finale                                       | -                                                                      | 45’                                                                    |
| 24-3-2023                                                              | Diamniadio                                                             | Senegal                                                                | 5 – 1                                                                  | Mozambico                                                              | Qual. Coppa d'Africa 2023                                              | -                                                                      | 64’                                                                    |
| 28-3-2023                                                              | Maputo                                                                 | Mozambico                                                              | 0 – 1                                                                  | Senegal                                                                | Qual. Coppa d'Africa 2023                                              | -                                                                      | 85’                                                                    |
| 17-6-2023                                                              | Cotonou                                                                | Benin                                                                  | 1 – 1                                                                  | Senegal                                                                | Qual. Coppa d'Africa 2023                                              | -                                                                      | 24’ 90+2’                                                              |
| 20-6-2023                                                              | Lisbona                                                                | Brasile                                                                | 2 – 4                                                                  | Senegal                                                                | Amichevole                                                             | -                                                                      | 45’ 83’                                                                |
| 12-9-2023                                                              | Dakar                                                                  | Senegal                                                                | 0 – 1                                                                  | Algeria                                                                | Amichevole                                                             | -                                                                      | 86’                                                                    |
| 16-10-2023                                                             | Lens                                                                   | Senegal                                                                | 1 – 0                                                                  | Camerun                                                                | Amichevole                                                             | -                                                                      | 69’                                                                    |
| 18-11-2023                                                             | Diamniadio                                                             | Senegal                                                                | 4 – 0                                                                  | Sudan del Sud                                                          | Qual. Mondiali 2026                                                    | -                                                                      | 63’                                                                    |
| 21-11-2023                                                             | Lomé                                                                   | Togo                                                                   | 0 – 0                                                                  | Senegal                                                                | Qual. Mondiali 2026                                                    | -                                                                      | 74’                                                                    |
| 8-1-2024                                                               | Diamniadio                                                             | Senegal                                                                | 1 – 0                                                                  | Niger                                                                  | Amichevole                                                             | -                                                                      | 61’ 82’                                                                |
| 15-1-2024                                                              | Yamoussoukro                                                           | Senegal                                                                | 3 – 0                                                                  | Gambia                                                                 | Coppa d'Africa 2023 - 1º turno                                         | -                                                                      | 58’                                                                    |
| 19-1-2024                                                              | Yamoussoukro                                                           | Senegal                                                                | 3 – 1                                                                  | Camerun                                                                | Coppa d'Africa 2023 - 1º turno                                         | -                                                                      | 90’                                                                    |
| 22-3-2024                                                              | Amiens                                                                 | Senegal                                                                | 3 – 0                                                                  | Gabon                                                                  | Amichevole                                                             | -                                                                      | 45+3’                                                                  |
| 6-6-2024                                                               | Diamniadio                                                             | Senegal                                                                | 1 – 1                                                                  | RD del Congo                                                           | Qual. Mondiali 2026                                                    | -                                                                      | 78’                                                                    |
| 19-11-2024                                                             | Dakar                                                                  | Senegal                                                                | 2 – 0                                                                  | Burundi                                                                | Qual. Coppa d'Africa 2025                                              | -                                                                      | 87’                                                                    |
| 25-3-2025                                                              | Dakar                                                                  | Senegal                                                                | 2 – 0                                                                  | Togo                                                                   | Qual. Mondiali 2026                                                    | -                                                                      | 84’                                                                    |
| Totale                                                                 |                                                                        | Presenze                                                               | 19                                                                     |                                                                        | Reti                                                                   | 0                                                                      |                                                                        |